# Gerry Wiggins
Gerry Wiggins (Gerald Wiggins ou Gerald Foster Wiggins, surnommé The Wig) est un pianiste de jazz américain né en 1922 et mort en 2008.
Wiggins a commencé à apprendre le piano classique dès son plus jeune âge, mais il a découvert le jazz grâce à la musique des pianistes Teddy Wilson et Art Tatum,.
Wiggins était un accompagnateur extraordinaire, estimé pour sa capacité à répondre aux besoins d'une gamme diversifiée de chanteurs.
Il a été le pianiste de répétition et le coach vocal de Marilyn Monroe,,,,.

## Biographie
Gerald Wiggins naît le 12 mai 1922 à Harlem, quartier de la ville de New York aux États-Unis,,,.
En mauvaise santé depuis des mois, il séjourne pendant six semaines au centre médical Tarzana d'Encino (Los Angeles) en Californie et il y décède le 13 juillet 2008 à l'âge de 86 ans,,,. Il laisse derrière lui sa femme et quatre enfants dont l'un, Hassan Ash-Shakur, est bassiste.

## Formation
Quand Gerald Wiggins est enfant, sa mère joue du piano pour les services religieux. Elle lui fait prendre des cours de piano classique dès l'âge de quatre ans et veille à ce qu'il s'entraîne avant et après l'école, ainsi que pendant la pause déjeuner,,. Wiggins passe de la musique classique au jazz durant son adolescence et apprend également la basse à la Haute école de musique et d'art de la ville de New York (High School of Music and Art),. À cette époque, il tombe amoureux de la musique du pianiste Teddy Wilson.

## Carrière musicale
Fort impressionné par un enregistrement du pianiste de jazz Art Tatum, sur lequel il pensait entendre quatre ou cinq pianistes différents, le jeune Wiggins a la chance de rencontrer Tatum au début des années 1940 dans un club de New York. Tatum aide le jeune homme à décrocher son premier emploi, comme accompagnateur de l'acteur de vaudeville Stepin Fetchit, qui est à l'époque une attraction sur le circuit du théâtre américain,.
En 1942, Fetchit et Wiggins partagent l'affiche avec l'orchestre de Les Hite lorsque le pianiste de Hite est enrôlé dans l'armée américaine. Wiggins accepte l'offre de Hite de rejoindre son ensemble, tout en sachant que Hite retournerait ensuite vers la côte ouest.   
En 1943-1944, il part en tournée avec les « big bands » de Louis Armstrong et Benny Carter,,,,. 
Durant son service militaire en 1944-1946, Wiggins est affecté à Fort Lewis près de Seattle. Il joue le samedi soir dans un ensemble militaire (29th Special Service Band) et les autres jours de la semaine dans les clubs de jazz de Seattle,,. Après sa démobilisation, il s'installe à San Francisco pour deux ans, avant de s'établir définitivement à Los Angeles avec femme et enfants,,. Wiggins apprécie le climat chaud de Los Angeles et de la côte ouest et il y restera pour le restant de ses jours. Encore dans la vingtaine, il est alors l'un des musiciens les plus actifs de la scène West Coast.
Gerry Wiggins effectue une tournée en 1950-1951 avec Lena Horne, après quoi il devient l'accompagnateur préféré de nombreux chanteurs et chanteuses, travaillant entre autres avec Dinah Washington, Helen Humes, Ella Mae Morse, Eartha Kitt, Nat King Cole, Lou Rawls, Kay Starr, Frances Faye, Ernie Andrews, Linda Hopkins, Joe Williams, Dinah Shore, Jimmy Witherspoon, Pearl Bailey, Carmen McRae et The Supremes,,,,,. 
Il travaille également comme coach vocal dans les studios de cinéma hollywoodiens et a l'occasion de travailler longtemps avec Marilyn Monroe,,.
On l'entend dans de fameuses comédies musicales (Les Girls, Certains l'aiment chaud) et on peut même le voir et l'écouter jammer dans Le Milliardaire de George Cukor aux côtés de Marilyn Monroe.
Wiggins conservera dans sa maison de Woodland Hills une photo signée de la main de la star portant la dédicace suivante : Dear Gerry. I can't make a sound without you. Love, Marilyn,.
À partir des années 1950, Wiggins dirige des trios de jazz dans la région de Los Angeles et devient incontournable dans les clubs locaux.

## Discographie

### En tant que leader
Les albums publiés par Wiggins dans les années 1950 sur les labels Contemporary, Hifijazz et Specialty ont été réédités plus tard sur le label Original Jazz Classics.
- 1952 : Gerald Wiggins & Arnold Ross
- 1953 : Gerald Wiggins Trio (avec Joe Comfort à la contrebasse et Bill Douglas à la batterie)
- 1956 : The Loveliness of You
- 1957 : Reminiscin' with Wig
- 1957 : Wiggin' with Wig (avec Joe Comfort à la contrebasse et Bill Douglas à la batterie)
- 1958 : The King and I (avec Eugene Wright à la contrebasse et Bill Douglas à la batterie)
- 1959 : Around the World in Eighty Days (avec Eugene Wright à la contrebasse et Bill Douglas à la batterie)
- 1960 : Wiggin' Out (Gerry Wiggins à l'orgue Hammond B-3[10], avec Harold Land au saxophone ténor et Jackie Mills à la batterie)
- 1961 : Relax and Enjoy It (avec Joe Comfort à la contrebasse et Jackie Mills à la batterie)
- 1974 : Wig Is Here (avec Major Holley à la contrebasse et Ed Thigpen à la batterie)
- 1977 : A Beautiful Friendship (avec Major Holley à la contrebasse et Oliver Jackson à la batterie)
- 1990 : Live at Maybeck Recital Hall, Volume 8 (piano solo)
- 1995 : Soulidarity (avec Andy Simpkins à la contrebasse et Paul Humphrey à la batterie)

### En tant que sideman
- 1955 : A New Voice in Jazz de Kitty White
- 1956 : Cal Tjader Quartet (avec Cal Tjader)
- 1957 : The Return of Art Pepper (avec Art Pepper)
- 1974 : Caravan (avec Jo Jones)
- 1981 : Art 'N' Zoot (avec Art Pepper et Zoot Sims)